# Montluçon Communauté
Montluçon Communauté est une communauté d'agglomération française, située dans le département de l'Allier en région Auvergne-Rhône-Alpes.

## Historique
En application de la loi no 2015-991 du 7 août 2015 portant nouvelle organisation territoriale de la République, dite « loi NOTRe », Montluçon Communauté a été créée au 1er janvier 2017 par l'arrêté préfectoral no 3187/2016 du 5 décembre 2016. Elle est formée par fusion de la communauté d'agglomération montluçonnaise et de la communauté de communes du Pays de Marcillat-en-Combraille.

## Territoire communautaire

### Géographie
La communauté d'agglomération Montluçon Communauté est située à l'ouest du département de l'Allier.

### Composition
La communauté d'agglomération est composée de 21 communes suivantes : 

| Nom                       | Code Insee | Gentilé          | Superficie (km2) | Population (dernière pop. légale) | Densité (hab./km2) |
| ------------------------- | ---------- | ---------------- | ---------------- | --------------------------------- | ------------------ |
| Montluçon (siège)         | 03185      | Montluçonnais    | 20,67            | 33 317 (2022)                     | 1 612              |
| Arpheuilles-Saint-Priest  | 03007      | Arpheuillais     | 20,02            | 374 (2022)                        | 19                 |
| Désertines                | 03098      | Désertinais      | 8,34             | 4 323 (2022)                      | 518                |
| Domérat                   | 03101      | Domératois       | 35,54            | 8 665 (2022)                      | 244                |
| Lamaids                   | 03136      | Lamaisiens       | 8,02             | 206 (2022)                        | 26                 |
| Lavault-Sainte-Anne       | 03140      | Lavaultois       | 9,08             | 1 138 (2022)                      | 125                |
| Lignerolles               | 03145      | Lignerollais     | 11,81            | 758 (2022)                        | 64                 |
| Marcillat-en-Combraille   | 03161      | Marcillatois     | 35,21            | 907 (2022)                        | 26                 |
| Mazirat                   | 03167      | Maziratois       | 20,26            | 280 (2022)                        | 14                 |
| La Petite-Marche          | 03206      | Marchois         | 14,93            | 165 (2022)                        | 11                 |
| Prémilhat                 | 03211      | Premilhatois     | 21,12            | 2 513 (2022)                      | 119                |
| Quinssaines               | 03212      | Quinssainois     | 25,37            | 1 539 (2022)                      | 61                 |
| Ronnet                    | 03216      | Ronnetois        | 19,88            | 168 (2022)                        | 8,5                |
| Saint-Fargeol             | 03231      | Saint-Fargeolais | 10,36            | 187 (2022)                        | 18                 |
| Saint-Genest              | 03233      | Saint-Genestois  | 15,17            | 388 (2022)                        | 26                 |
| Saint-Marcel-en-Marcillat | 03244      |                  | 10,55            | 128 (2022)                        | 12                 |
| Saint-Victor              | 03262      | Saint-Victoriens | 23,22            | 2 078 (2022)                      | 89                 |
| Sainte-Thérence           | 03261      | Saint-Thérençois | 13,14            | 179 (2022)                        | 14                 |
| Teillet-Argenty           | 03279      | Teilletois       | 21,99            | 553 (2022)                        | 25                 |
| Terjat                    | 03280      | Terjatois        | 17,74            | 181 (2022)                        | 10                 |
| Villebret                 | 03314      | Villebretois     | 15,34            | 1 333 (2022)                      | 87                 |

### Démographie
| 1968   | 1975   | 1982   | 1990   | 1999   | 2009   | 2014   | 2020   |
| ------ | ------ | ------ | ------ | ------ | ------ | ------ | ------ |
| 77 305 | 77 667 | 73 821 | 69 144 | 66 185 | 64 848 | 63 611 | 60 058 |

## Administration

### Siège
La communauté d'agglomération siège à Montluçon.

### Les élus
La communauté d'agglomération est gérée par un conseil communautaire composé de 64 membres représentant chacune des communes membres.
Leur répartition a été fixée par l'arrêté préfectoral no 2672/2019 du 30 octobre 2019 :
| Nombre de conseillers | Communes                                        |
| --------------------- | ----------------------------------------------- |
| 30                    | Montluçon                                       |
| 8                     | Domérat                                         |
| 4                     | Désertines                                      |
| 2                     | Prémilhat, Quinssaines, Saint-Victor, Villebret |
| 1 (+ 1 suppléant)     | les 14 autres communes                          |

### Présidence
Le 15 juillet 2020, le conseil communautaire de Montluçon Communauté s'est réuni pour élire Frédéric Laporte (maire de Montluçon) et ses quinze vice-présidents :
| No | Identité                  | Élu(e) à                | Délégation                                                      |
| -- | ------------------------- | ----------------------- | --------------------------------------------------------------- |
| 1  | Jean-Pierre Guérin        | Saint-Victor            | Eau et assainissement                                           |
| 2  | Jean-Pierre Momcilovic    | Montluçon               | Finances, affaires générales, patrimoine et ressources humaines |
| 3  | Marc Malbet               | Domérat                 | Projet de territoire et transfert de charges                    |
| 4  | Francis Nouhant           | Quinssaines             | Mobilités et transports                                         |
| 5  | Samir Triki               | Lavault-Sainte-Anne     | Développement culturel                                          |
| 6  | Pascale Lescurat          | Domérat                 | Politique de la ville et gens du voyage                         |
| 7  | Laetitia Reynaud          | Montluçon               | Tourisme                                                        |
| 8  | Bernard Pozzoli           | Prémilhat               | PLUi et SCOT                                                    |
| 9  | Pierre Deludet            | Montluçon               | Développement économique                                        |
| 10 | Thierry Penthier          | Lignerolles             | Développement vie sportive                                      |
| 11 | Jean-Pierre Hurtaud       | Montluçon               | Habitat et logement social                                      |
| 12 | Philippe Glomot           | Villebret               | Organisation territoriale et santé numérique                    |
| 13 | Pierre-Antoine Legoutière | Montluçon               | Développement durable                                           |
| 14 | Christian Sanvoisin       | Désertines              | Infrastructures de transport                                    |
| 15 | Patrick Capon             | Marcillat-en-Combraille | Ruralité                                                        |

| Période                                  | Période                       | Identité         | Étiquette | Qualité                          |
| ---------------------------------------- | ----------------------------- | ---------------- | --------- | -------------------------------- |
| Les données manquantes sont à compléter. |                               |                  |           |                                  |
| 1er janvier 2017                         | 15 juillet 2020               | Daniel Dugléry   |           | maire de Montluçon (2001 → 2017) |
| 15 juillet 2020                          | En cours (au 15 juillet 2020) | Frédéric Laporte |           | maire de Montluçon (2017 → )     |

### Compétences
L'intercommunalité exerce des compétences qui lui sont déléguées par les communes membres.
Elle exerce les six compétences obligatoires suivantes :
- aménagement de l'espace communautaire : schémas de cohérence territoriale et de secteur ; documents d'urbanisme ;
- actions de développement économique, dont création, aménagement, entretien et gestion de zones d'activité industrielle, commerciale, tertiaire, artisanale, touristique, portuaire ou aéroportuaire ; politique locale du commerce et soutien aux activités commerciales d'intérêt communautaire ; promotion du tourisme ;
- équilibre social de l'habitat : programme local de l'habitat ; politique du logement d'intérêt communautaire ; actions par des opérations d'intérêt communautaire en faveur des personnes défavorisées ou encore amélioration du parc immobilier bâti d'intérêt communautaire ;
- politique de la ville : diagnostic de territoire et élaboration
- aménagement, entretien et gestion des aires d'accueil pour les gens du voyage ;
- collecte et traitement des déchets ménagers et assimilés.

Les compétences optionnelles sont exercées sur le périmètre des deux anciennes structures intercommunales :
- sur le périmètre de la communauté d'agglomération montluçonnaise :
  - création, aménagement et entretien de la voirie,
  - assainissement,
  - eau,
  - protection et mise en valeur de l'environnement et du cadre de vie,
  - construction, aménagement, entretien et gestion d'équipements culturels et sportifs d'intérêt communautaire ;
- sur le périmètre de la communauté de communes du Pays de Marcillat-en-Combraille :
  - protection et mise en valeur de l'environnement et du cadre de vie,
  - création et gestion de maisons de services au public.

Les compétences facultatives, ou supplémentaires, sont exercées sur le périmètre des deux anciennes structures intercommunales.

### Régime fiscal et budget
La communauté d'agglomération applique la fiscalité professionnelle unique.

## Identité Visuelle

Ancien Logo
Logo actuel